# Droits LGBT en République dominicaine
En République dominicaine, les relations sexuelles tant entre hommes qu'entre femmes sont légales. Cependant, les couples homosexuels n'ont pas droit aux protections légales dont disposent les couples mariés hétérosexuels.
La majorité sexuelle — sans considération d'orientation sexuelle — est de 18 ans.

## Discriminations
La Constitution dominicaine, dans son article 39, interdit toutes les formes de discrimination, bien qu'elle ne spécifie pas la question de l'orientation sexuelle ou de l'identité de genre mais seulement « la condition sociale ou personnelle ». De son côté, le Code pénal, dans les articles 182 à 185, sanctionne les discriminations de toute nature : «La discrimination est le fait de se livrer à tout traitement inégal ou humiliant contre une personne physique en raison de son origine, de son âge, de son sexe, de sa préférence ou orientation sexuelle, de sa couleur, de sa situation familiale, de son état de santé, de son handicap, de ses coutumes, de ses opinions politiques, de son activité syndicat, commerce, appartenant ou non à un groupe ethnique, une nation ou une religion spécifiques ».
Les Dominicains LGBT subissent des discriminations. L'un des facteurs de ces discriminations est le climat religieux conservateur.
L'été 2006, plusieurs bars gays de la capitale, Saint-Domingue, sont fermés[pourquoi ?][Par qui ?].

## Reconnaissance des couples homosexuels
La République dominicaine ne reconnaît pas les unions de personnes du même sexe. La Constitution interdit le mariage homosexuel et les cohabitations non enregistrées entre personnes du même sexe ; l'article 5 dispose que le mariage est l'union d'un homme et d'une femme. 
En janvier 2018, la Cour interaméricaine des droits de l'homme (CIDH) statue que la Convention américaine relative aux droits de l'homme impose et exige la reconnaissance du mariage homosexuel. La décision était pleinement contraignante pour le Costa Rica et établit un précédent contraignant pour d'autres pays d'Amérique latine et des Caraïbes, y compris la République dominicaine.

## Résumé
| Légalisation de l'homosexualité                                                 | Oui |
| Égalité de majorité sexuelle                                                    | Oui |
| Lois contre les crimes fondés sur l'orientation sexuelle et l'identité de genre | Non |
| Lois contre la discrimination au travail                                        | Non |
| Lois contre la discrimination dans tous les autres domaines                     | Non |
| Accès à la FVI pour les lesbiennes                                              | Non |
| Reconnaissance des couples homosexuels (unions civiles)                         | Non |
| Adoption homosexuelle                                                           | Non |
| Autorisation pour les homosexuels de servir dans l'armée                        | Non |
| Droit de changer de sexe dans l'état-civil                                      | Non |
| Mariage homosexuel                                                              | Non |
| Autorisation du don de sang pour les HSH                                        | Non |